# Krigsåret 1896

## Pågående krig
- Andra Matabelekriget (1896-1897)

- Anglo-zanzibariska kriget
  - Storbritannien på ena sidan
  - Zanzibar på andra sidan

- Första italiensk-abessinska kriget (1894-1896)
  - Italien på ena sidan
  - Etiopien på andra sidan

- Mahdistupproret (1881-1899)

## Händelser

### Mars
- 1 mars - Menelik II av Etiopien besegrar Italien i slaget vid Adwa.
- Mars - Andra Matabelekriget börjar.

### Juni
- 7 - Kitchener besegrar mahdisterna vid Ferkeh.

### Augusti
- 27 - Storbritannien avgår med segern efter 38 minuter i anglo-zanzibariska kriget.